# Serse (opera)
Serse (sɛrse; Titolo inglese: Xerxes; HWV 40) è un'opera seria in tre atti di Georg Friedrich Händel. La prima rappresentazione avvenne a Londra il 15 aprile 1738. Il libretto italiano è stato adattato da ignoto da quello di Silvio Stampiglia per una omonima precedente opera di Giovanni Bononcini del 1694. Il libretto di Stampiglia era basato a sua volta su un altro, Xerse, di Nicolò Minato creato da Francesco Cavalli nel 1654. L'opera è ambientata in Persia (l'odierno Iran) nel 480 a.C. ed è basato molto vagamente su Serse I di Persia, anche se c'è poco sia nel libretto che nella musica di quella ambientazione. Il ruolo di Serse, originariamente cantato da un soprano castrato, è ora di solito eseguito da un soprano (o mezzosoprano) o un sopranista.
Il primo numero di apertura, l'arioso del protagonista "Ombra mai fu", che Serse rivolge con tutta la sua grazia ad un platano (Platanus orientalis), è basato su una melodia tra le più note di Handel, che è stato conosciuto in modo errato come "Largo" di Händel, nonostante sia annotato nella partitura dell'autore come larghetto.

## Storia della composizione
Nella seconda parte del 1737 il King's Theatre di Londra commissionò ad Händel due nuove opere. La prima, Faramondo, debuttò il 3 gennaio 1738. In quel periodo Händel aveva già iniziato a lavorare su Serse. Il primo atto fu composto tra il 26 dicembre 1737 ed il 9 gennaio 1738, il secondo era pronto già il 25 gennaio, il terzo il 6 febbraio ed Händel diede i tocchi finali alla partitura il 14 febbraio. Serse debuttò al King's Theatre, Haymarket il 15 aprile 1738.
La prima esecuzione fu un completo fallimento. Il pubblico potrebbe essere stato confuso dalla natura innovativa del lavoro. A differenza delle sue altre opere per Londra, Händel aveva inserito degli elementi comici (buffo) in Serse. Benché questo fosse tipico per le opere veneziane del XVII secolo, come dall'impostazione originale del libretto di Cavalli, dal 1730 ci si aspettava che un'opera seria fosse completamente seria, senza mescolanza dei generi della tragedia e della commedia o di personaggi di classe alta insieme ad altri di ceto basso. Il musicologo Charles Burney successivamente ha dato a Serse la colpa di aver violato il decoro in questo modo, scrivendo:
 

Un altro aspetto insolito del Serse è il numero di arie brevi, da un solo movimento, mentre la tipica opera seria dei tempi di Händel era quasi interamente composta da arie lunghe, in tre movimenti e col da capo. Questa caratteristica particolarmente colpì il Conte di Shaftesbury, che aveva partecipato alla prima e ammirato l'opera. Egli osservò:
E probabile che Händel sia stato influenzato, sia per quanto riguarda la commedia che per l'assenza di arie da capo, dal successo a Londra di opere-ballate come L'opera del mendicante e Il Drago di Wantley, di John Frederick Lampe, l'ultima delle quali fu vista da Händel.

## Storia delle esecuzioni
Serse scomparve dalle scene per quasi duecento anni. Conobbe la sua prima ripresa moderna a Gottinga il 5 luglio 1924 in una versione curata da Oscar Hagen. Dal 1926 questa versione è stata rappresentata almeno 90 volte in 15 città tedesche. Il successo di Serse è continuato. Secondo Winton Dean, Serse è l'opera di Händel più popolare presso il pubblico moderno dopo Giulio Cesare. Le stesse caratteristiche che gli ascoltatori del XVIII secolo trovavano così sconcertanti, la brevità delle arie e la commistione con la commedia, possono rappresentare il suo fascino nel XX e XXI secolo.
Serse è stato messo in scena al Teatro alla Scala di Milano, Italia nel gennaio 1962. La produzione fu diretta da Piero Bellugi, con un cast stellare comprendente Mirella Freni, Rolando Panerai, Fiorenza Cossotto, Irene Companeez, Leonardo Monreale, Franco Calabrese, e Luigi Alva nel ruolo del protagonista. Poiché le opere di Händel erano ancora in una fase relativamente precoce del loro ritorno sui palcoscenici, i musicisti non avevano ancora pensato ad adornare le sezioni da "Capo" (ripetizione della sezione A) delle arie e, quindi, queste non erano ornate. Vi è una registrazione dal vivo dal 19 gennaio 1962 disponibile nell'etichetta Opera D'oro.
Una registrazione completa è stata fatta nel 1979. Una produzione particolarmente applaudita, cantata in inglese, fu messa in scena dalla English National Opera nel 1985, in occasione del 300º anniversario della nascita del compositore. Diretta da Sir Charles Mackerras, è stata coordinata da Nicholas Hytner, che ha anche tradotto il libretto, e interpretata da Ann Murray nel ruolo principale, con Valerie Masterson come Romilda, Christopher Robson come Arsamene, e Lesley Garrett come l'Atalanta. Questa produzione è tornata per una sesta ripresa al London Coliseum nel settembre del 2014, interpretata da Alice Coote come Serse.
Molte le rappresentazioni in tutto il mondo, come all'Opéra reale di Versailles (2017) e al Deutsche Oper am Rhein (2019), con il ruolo di Serse affidato rispettivamente a Franco Fagioli e a Valer Sabadus.

## Ruoli
| Ruolo    | Voce             | Cast della prima, 15 aprile 1738           |
| -------- | ---------------- | ------------------------------------------ |
| Serse    | soprano castrato | Gaetano Majorano ("Caffarelli")            |
| Arsamene | soprano          | Maria Antonia Marchesini ("La Lucchesina") |
| Amastre  | contralto        | Antonia Merighi                            |
| Romilda  | soprano          | Élisabeth Duparc ("La Francesina")         |
| Atalanta | soprano          | Margherita Chimenti ("La Droghierina")     |
| Ariodate | basso            | Antonio Montagnana                         |
| Elviro   | basso            | Antonio Lottini                            |

## Trama

### Atto 1
Re Serse, alzando lo sguardo dalla contemplazione del suo amato platano, è colpito dal canto di Romilda, la figlia del suo vassallo Ariodate, comandante del suo esercito. Egli dice al fratello Arsamene di parlare a Romilda del suo amore, ma Arsamene e Romilda si amano e quindi egli si rifiuta di farlo. Serse decide allora di corteggiarla.
Arsamene parla a Romilda della passione di Serse nei suoi confronti. Ma anche Atalanta, sorella di Romilda, è innamorata di Arsamene e quindi decide di incoraggiare il Re nel suo intento. Romilda però si oppone alle avance di Serse, il quale decide allora di bandire Arsamene. Giunge Amastre, la fidanzata di Serse, abbandonata da lui per Romilda. Amastre è una principessa straniera che era stata promessa in sposa a Serse ed è molto triste lontano dal futuro marito. All'insaputa del padre si è mescolata all'esercito di Serse, travestita da soldato. Ella lo osserva mentre riceve Ariodate alla testa del suo esercito di ritorno da una campagna vittoriosa. Il re annuncia che ricompenserà Ariodate provvedendo alle nozze di Romilda con un membro della famiglia reale. Amastre, udendo il re che parla della nuova passione di Serse, decide allora di non rivelare chi essa sia e giura vendetta. Arsamene invia una lettera a Romilda facendola recapitare dal suo servitore EIviro. Sebbene Atalanta non riesca a convincere Romilda che Arsamene le è infedele, decide di insistere nel suo intento dì conquistare il suo amore.

### Atto 2
Elviro, travestito da venditore di fiori, racconta ad Amastre della passione di Serse per Romilda. Egli consegna la lettera di Arsamene ad Atalanta, la quale promette di darla a Romilda e dice ad Elviro che la sorella ha ceduto alle proposte di Serse. Atalanta recapita poi la lettera al Re facendogli credere che è per sé e che è lei in realtà la donna della quale Arsamene è innamorato, mentre l'amore per Romilda è tutta una finzione.
Serse mostra la lettera a Romilda, la quale sembra convinta del fatto che sia indirizzata ad Atalanta, pur continuando a respingere i tentativi di seduzione del Re. Amastre tenta il suicidio, ma viene fermata da Elviro. Lo stesso Elviro riferisce ad Arsamene quanto gli è stato raccontato da Atalanta; cioè che Romilda avrebbe ceduto al Re. Serse svela l'esistenza del ponte che mette in comunicazione con l'Europa, fatto costruire per consentire un'invasione armata. Trova Arsamene e gli comunica di sapere che in realtà è Atalanta la donna di cui è innamorato, ma egli afferma di amare Romilda. Elviro intanto assiste al crollo del ponte a causa di una tempesta. Amastre assiste all'ennesimo tentativo di seduzione di Serse verso Romilda. Ella interviene e riesce a sfuggire all'arresto solo grazie a Romilda che convince la guardia a rilasciarla. Romilda giura di restare fedele ad Arsamene.

### Atto 3
Romilda ed Arsamene scoprono che Atalanta ha complottato alle loro spalle per separarli. Atalanta si dichiara sconfitta e Arsamene si nasconde, mentre Serse comincia a minacciare Romilda, che impaurita accetta di sposarlo se suo padre darà il proprio consenso. Serse allora inizia a cercare Ariodate, mentre Arsamene si infuria con Romilda. Ottenuto da Ariodate il consenso per fare sposare Romilda con un membro della famiglia reale, Serse non rivela di essere lui stesso il futuro sposo, preferendo sposarsi il più presto possibile, prima che tutti contestino la mancanza di sangue reale della ragazza. Ariodate è convinto che Romilda sia destinata ad Arsamene.
Serse torna da Romilda e rivendica i suoi diritti su di lei, ma lei gli dice di avere dei dubbi sulla propria virtù. Al che Serse è furibondo e ordina che suo fratello venga giustiziato. Romilda tenta allora di avvertire Arsamene del pericolo al quale egli sta andando incontro, ma lui pensa che lei stia cercando di liberarsi di lui. Ariodate attende gli sposi e quando Romilda ed Arsamene giungono, egli mette loro fretta affinché il matrimonio venga subito celebrato. Arriva Serse, ma è ormai troppo tardi: gli comunicano che essi sono ormai marito e moglie. Serse ordina allora ad Arsamene di uccidere Romilda, ma Amastre si fa avanti e rivela la propria identità e lo perdona per esserle stato infedele. A quel punto egli non può fare altro che acconsentire a sposarla.

### Motivazioni storiche
Il libretto contiene alcuni passaggi che si basano su eventi realmente accaduti. Serse, Amastre e Arsamene sono tutti basati su personaggi storici. La storia di Serse che vuole sposare l'innamorata del fratello Arsamene si basa su una storia vera. In realtà, però, si trattava di una moglie di un altro fratello di cui Serse si era innamorato ma che non era riuscito a sposare. Il crollo di un ponte sul Ellesponto e Serse di ritorno da una campagna di successo in Grecia sono veri e propri eventi accaduti durante il regno di Serse, anche se qui sono anacronistici.

## Ombra mai fu
Viene cantata dal protagonista, Serse I di Persia, mentre guarda l'ombra di un platano.
| Frondi tenere e belle del mio platano amato per voi risplenda il fato. Tuoni, lampi, e procelle non v'oltraggino mai la cara pace, né giunga a profanarvi austro rapace. Ombra mai fu di vegetabile, cara ed amabile, soave più. |

## Registrazioni
- 1965 Westminster, registrato alla Mozart Hall, Vienna with Maureen Forrester, Lucia Popp, Marilyn Tyler, Mildred Miller, e Thomas Hemsley con la Vienna Academy Chamber Choir e la Vienna Radio Orchestra, Brian Priestman direttore. Realizzato su CD da Deutsche Grammophon nel 2009 (4778339).
- 1979 CBS, Carolyn Watkinson, Paul Esswood, Barbara Hendricks, e Ulrik Cold. Diretta da Jean-Claude Malgoire con La Grande Ecurie et la Chambre du Roy. (CBS SM3K 36941).
- 1995 Video: British trasmissione televisiva della produzione della English National Opera, con Ann Murray e Valerie Masterson. Cantata in inglese, fu diretta da Sir Charles Mackerras, e sceneggiata da Nicholas Hytner. Realizzata su DVD da Arthaus Musik.
- 1998 BMG, Jennifer Smith, Lisa Milne, Susan Bickley, Brian Asawa, e David Thomas. Diretta da Nicholas McGegan con la Hanover Band ed il Coro (75605 51312 2).
- 2003 EMI, Anne Sofie von Otter ed Elizabeth Norberg-Schulz con William Christie che dirige Les Arts Florissants. Realizzata da Virgin Veritas nel 2004.